# Bùi Hành Nghiễm
Bùi Hành Nghiễm (chữ Hán: 裴行俨, ? – 619) là tướng lãnh cuối đời Tùy trong lịch sử Trung Quốc. Ông là nguyên mẫu của nhân vật Bùi Nguyên Khánh (裴元庆) trong các tiểu thuyết thông tục về giai đoạn cuối Tùy đầu Đường.

## Tiểu sử
Hành Nghiễm là thành viên của nhánh Trung Quyến thuộc sĩ tộc họ Bùi ở quận Hà Đông .  Cha là Quang lộc đại phu Bùi Nhân Cơ.  
Không rõ thiếu thời của Hành Nghiễm. Khi Bùi Nhân Cơ nhận chức Hà Nam đạo Thảo bộ đại sứ, nhận lệnh đi trấn thủ Hổ Lao quan, chống lại nghĩa quân Ngõa Cương,   có lẽ ông cũng theo cha đến đấy.
Năm Nghĩa Ninh đầu tiên (617), Bùi Nhân Cơ quy hàng Lý Mật; bấy giờ Hành Nghiễm đã nổi tiếng là kiêu dũng thiện chiến, được Lý Mật cho làm Thượng trụ quốc, Giáng quận công, đối đãi rất thân cận.  
Năm sau (618), Vương Thế Sung đánh bại Lý Mật, bắt sống hai cha con Hành Nghiễm, cũng đối đãi rất trọng thị, lấy con gái của anh mình gả cho ông. Đến khi Thế Sung tiếm ngôi, Hành Nghiễm được làm Tả phụ đại tướng quân. Hành Nghiễm mỗi khi ra trận, không kẻ nào chống nổi, được đặt hiệu là Vạn nhân địch. Thế Sung e dè uy danh của hai cha con, càng lúc càng nghi kỵ, đề phòng. Bùi Nhân Cơ hiểu ý, không yên lòng, bày mưu nổi loạn. Việc này bị Trương Đồng Nhi cáo giác, cả hai cha con đều bị hại.  

## Hình tượng văn hóa
Trong tiểu thuyết khuyết danh Thuyết Đường, Bùi Nguyên Khánh là con trai thứ 3 của Sơn Mã quan tổng binh Bùi Nhân Cơ, còn có 1 chị gái là Bùi Thúy Vân – về sau gả cho Hỗn thế ma vương Trình Giảo Kim. Nguyên Khánh lên 12 tuổi đã dùng cặp chùy bằng cái vại cỡ 5 thăng, nặng hơn 300 cân. Nguyên Khánh theo cha 3 lần đánh trại Ngõa Cương, bị Từ Mậu Công dùng kế thu phục. Trong trận đánh ở núi Tứ Minh, vô số binh tướng của 18 lộ phản vương chỉ có Nguyên Khánh tiếp được 3 chùy của Lý Nguyên Bá. Ở hồi 37, trong chiến dịch Ngũ quan, Nguyên Khánh trúng kế của Hồng Nghê quan tổng binh Tân Văn Lễ, chết bởi trận Hỏa Lôi, hưởng dương 15 tuổi.
Trong Hưng Đường truyện, hồi 109, Hắc Phong trại chủ Nghiệt Thế Hùng thừa cơ quần hùng tham gia tranh giành Ngọc tỷ ở Dương Châu, tấn công núi Ngõa Cương. Lão tướng Bùi Nhân Cơ ra đánh, bị Nghiệt Thế Hùng dùng phi đao giết chết. Nguyên Khánh nổi giận xông ra, không đề phòng nên bị Nghiệt Thế Hùng tiếp tục dùng phi đao ám toán.